# Macastre

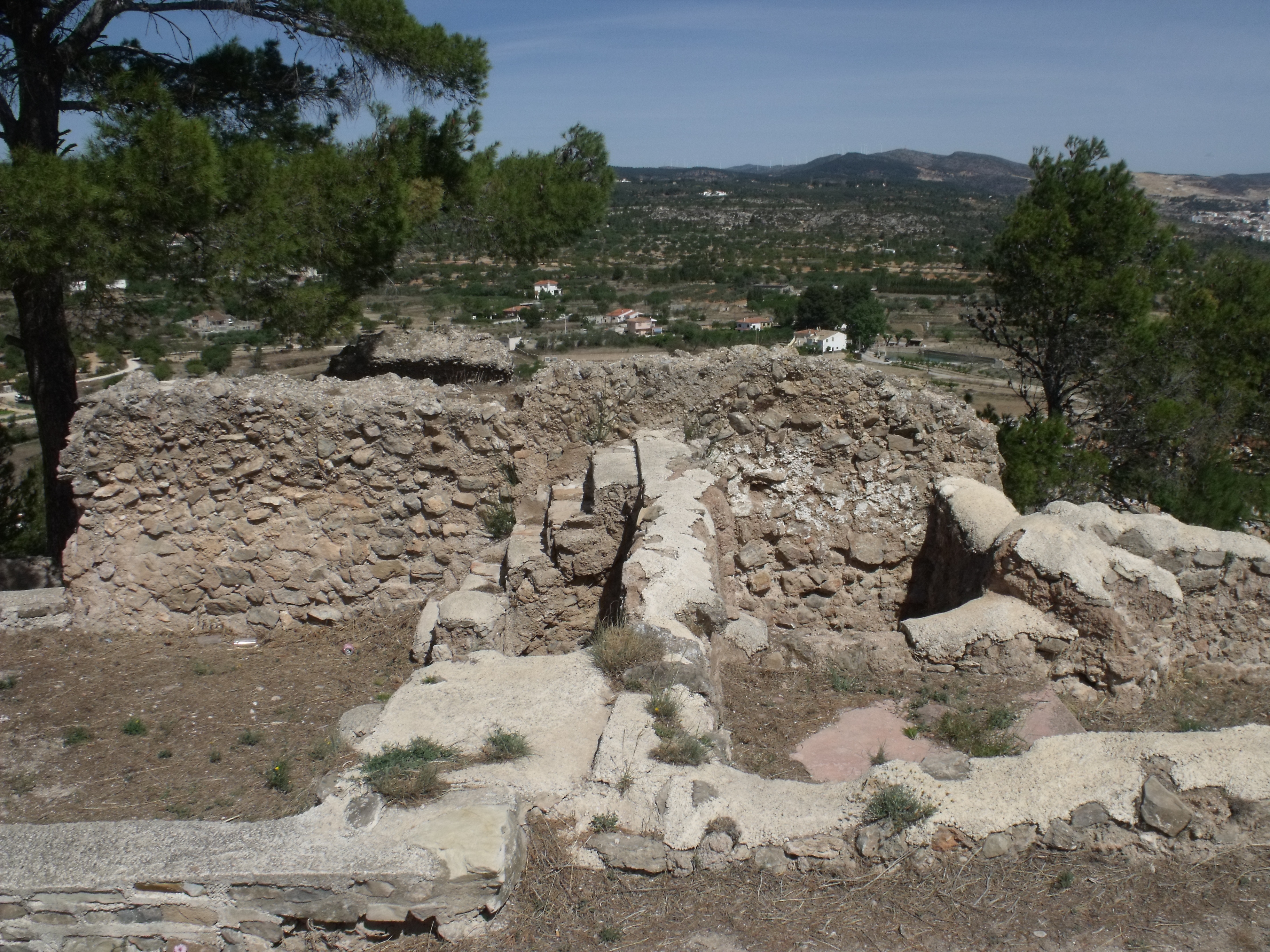
Castello.

Macastre è un comune spagnolo di 1 063 abitanti situato nella comunità autonoma Valenciana.